# Ferid Bala
Ferid Bala (ur. 12 kwietnia 1934 w Szkodrze, zm. 1 lipca 2020 tamże) – albański muzykolog, pisarz, chórzysta oraz śpiewak w szkoderskim domie kultury.

## Życiorys
Ferid Bala urodził się 12 kwietnia 1934 roku. Gdy chodził do szkoły podstawowej, jego głos został uznany za jeden z najładniejszych w szkole oraz nawiązał kontakt z innymi słynnymi albańskimi śpiewakami. Jego nauczycielem był Prenk Jakova. Był jednym ze stu albańskich chórzystów, uczestniczących w IV Światowym Festiwalu Młodzieży i Studentów w Bukareszcie, który odbył się w roku 1953.
W roku 1971 został nauczycielem w nowo powstałej szkole muzycznej w Szkodrze. Zajmował się pracami naukowymi związanymi z muzykologią oraz pisał w albańskiej prasie problemowe artykuły o nauczaniu śpiewie. Założył w Szkodrze stowarzyszenie artystyczne Dashamirët e Këngës Shkodrane.

### Publikacje
Wydał kilka książek dla szkół muzycznych, między innymi:
- Përmbledhje me arie e romanca[1][3]
- Përmbledhje pjesësh popullore[1][3]
- Ushtrime vokale[1][3]
- Në lulishten e këngës dhe të këngëtarve popullore shkodranë (2000)[1][3]
- Fjalor muzikor i komentuar (2009)[1]
- 50 vjet Art e Kulturë (2011)[1]
- Këshilla për këngëtarët (2011)[1][3]
- Kënga dhe Këngëtarët shkodranë, pjesa e parë (cz. 1 2014, cz. 2 2015)[1][3]

### Odznaczenia i wyróżnienia
W roku 1971 został odznaczony Orderem Naima Frashëriego III klasy, a za wybitne osiągnięcia w nauce i muzykologii otrzymał w 1990 r. ten sam order II klasy.
Ferid Bala otrzymał również tytuł Zasłużonego Nauczyciela.